# BSV 98 Bayreuth
Pour les articles homonymes, voir BSV.
Dernière mise à jour : 10 avril 2011.
Le BSV 98 Bayreuth est un club sportif allemand localisé à Bayreuth en Bavière.
En 2003, la section football du BSV 98 Bayreuth fusionna avec celle du 1. FC Bayreuth pour former le FSV Bayreuth.

## Histoire

### FT Bayreuth
Le 4 décembre 1898 Marian Reichel invita tous les "amis de la gymnastique libre" et le syndicat des travailleurs de Bayreht à une grande démonstration publique de gymnastique à la Zentralhalle. L’ordre du jour était d’exposer la philosophie de la Arbeiter Turn-und Sportbund (ATSB) et de jeter les bases de la création d’un club.
La réunion se déroula bien. Les discussions furent passionnées et finalement, les associations ouvrières décidèrent de fonder le premier cercle sportif ouvrier de la ville de Bayreuth. L’assemblée générale constitutive des déroula le 13 décembre suivant. Ainsi naquit le Freie Turner Bayreuth ou FT Bayreuth.
L’approbation fut demandée au Conseil communal qui donna son accord quatre jours plus tard.
Dans un premier temps, les activités furent uniquement consacrées à la Gymnastique puis au fil des mois des disciplines ayant trait à l’athlétisme, comme les sauts, les lancers ou les courses à pied, vinrent s’ajouter.
À cette époque de l’Allemagne impériale, les membres du FT Bayreuth gardèrent leurs distances avec la bourgeoise. Les autorités surveillaient étroitement toutes les associations ouvrières qui devaient se subvenir à elles-mêmes et ne bénéficiaient d’aucune forme de subsides. Pour ces raisons, le FT Bayreuth resta un petit club ouvrier durant les premières années de son existence. Toutefois, ses conditions de vie n’étaient pas mauvaises. Les membres se gardèrent de pratiquer la moindre activité politique dans le cadre du club afin de ne pas s’attirer les foudres des édiles locales. 
Le nombre de membres dépassa rapidement les 100 personnes. Il aurait pu être plus grand mais, à cette époque, les enfants des écoles n’avaient pas encore  le droit de s’affilier au un club.
En 1908, le FT Bayreuth récolta les fruits de son développement posé et cohérent. Le cervle disposait de trois sections différentes en différents quartiers de la localité. Une dans celui de "Kreuz", une autre dans celui de "St-Georg" et enfin une troisième dans la "Altstadt" (vieille ville). Du 6 au 9 juin 1908, plus de mille participants participèrent aux festivités du 10e anniversaire.
Au début des années 1910, le club se mit en quête de disposer de sa propre salle de gymnastique. Chaque membre du y aller de sa poche de la somme, importante à cette époque, de 50 DM. Le 26 avril 1911, un terrain fut acheté à un endroit appelé "Obere Au". Le 20 avril 1914, le terrain adjacent fut aussi acquis. Une superficie totale de presque 1 ha était alors disponible.
En 1913, les choses se gâtèrent les autorités accusèrent le club ("ouvrier", rappelons-le) d’être un mouvement politisé et pratiquant des activités politiques. Les blâmes et restrictions se succédèrent. Mais quand la Première Guerre mondiale éclata de nombreux membres rejoignirent les troupes et devinrent des "défenseurs de la patrie".
Durant les conflits les activités diminuèrent d’intensité. Mais la formation des jeunes sportifs continua, en secret, car elle n’était pas encore officiellement autorisée. Des sections "Dames" virent aussi le jour. En 1917, le gouvernement prussien, en reconnaissance des sacrifices encourus par le monde des travailleurs leva toutes les restrictions posées à l’encontre des clubs ouvriers.
À la fin du conflit, les activités reprirent. Les cercles ouvriers purent alors se développer plus librement. Ce fut le cas du FT Bayreuth.
Face à l’importance croissante des coûts financiers, le club demanda l’aide de la Ville. Le 8 août 1919, celle-ci accepta de prendre à son compte les frais de construction du complexe sportif. L’affaire ne coula pas de source car la ville traîna la jambe. De plus les membres ne voulaient pas con sentir à la vente du biens immobilier.
Cependant les temps changeaient, la Gymnastique n’était plus le sport dominant d’autres activités avaient pris le dessus en popularité: le Handball et surtout le Football.
Conscient des changements, l’Assemblée Générale du FT Bayreuth vota 23 septembre 1919 l’élargissement de l’offre des activités sportives et l’adoption d’un nouveau nom officiel qui devint Turn-und Sportverein 1898 Bayreuth ou TuSpo 1898 Bayreuth.

### TuSpo 1898 Bayreuth
Décidée et votée en septembre, la nouvelle dénomination du cercle fut enregistrée le 20 octobre 1919.
Le développement continua avec des sections "Dames", "Demoiselles" et "enfants". En plus de la Gymnastique, la Natation, l’Athlétisme et le Handball étaient à la pointe. La première sélection de sportis d’équipe à se mettre en évidence fut celle du Handball masculin qui joua un rôle majeur dans les compétitions de Bavière du Nord dès 1925. À cette époque, il s’agissait de Feldhandball joué en extérieur avec des équipes de onze joueurs.

log du SpVgg Bayreuth

Le développement important du club amena certains inconvénients et des mécontentements. Les sections du TuSpo 1898 Bayreuth des quartiers de "Kreuz" et de la "Alstadt" firent sécession et devinrent des clubs indépendants sous les appellations respectives de Ballspiel Club Bayreuth (BC Bayreuth) et de  Sportvereinigung Bayreuth (SpVgg Bayreuth).
Le 7 août 1932 le club inaugura son nouveau club-house entièrement rénové. Ce n’était pas un simple fait car à cette époque la crise économique touche gravement l’Allemagne et le taux de chômage est important. Cependant, les membres du TuSpo 1898 ne renoncèrent jamais à s’investir bénévolement et à contribuer aux transformations. Les coûts chiffrés à 10 000 DM furent récoltés par une organisation de soutien qui versa 2 000 DM alors que plus 300 donateurs récoltèrent le reste.

#### TuSpo 1898 interdit
Mais la joie de l’inauguration est de courte durée. Le 30 janvier 1933, à la suite des résultats des élections, Adolf Hitler et son NDSDAP arrivèrent au pouvoir. La mouvance communiste et/ou socialiste devint "hors-la-loi". Les syndicats, les associations, les clubs de ces obédiences furent interdites. Le TuSpo 1898 Bayreuth n’échappa pas à la purge du régime totalitaire qui venait de s’emparer de l’Allemagne. Le calvaire du club allait durer 12 ans.
Tous les biens du club et possessions, comme ceux de milliers d’autres clubs étiquetés de gauche, furent confisqués par le Parti nazi dont ils devinrent la propriété ! Les biens immobiliers dont les Nazis n’avaient que faire furent donnés à la ville de Bayreuth (le cas se reproduisit partout dans le pays). Les installations sportives devinrent la propriété des sinistres S.A. qui les employèrent ou les louèrent. D’autres clubs non interdits, comme le VfB Bayreuth créé en 1921 (voir ci-dessus), purent ainsi utiliser les sites sportifs confisqués, à condition de payer un loyer aux Nazis.

#### TuSpo 1898 renaît en 1945
Après la fin de la Seconde Guerre mondiale, le 8 avril 1947, des membres de l’ancien TuSpo 1898 Bayreuth, qui avaient survécu aux persécutions du régime hitlérien, redonnèrent vie à leur association. La reprise fut difficile. Un long combat juridique commença contre la ville de Bayreuth et le Länder de Bavière, pour que le club propriétaire légitime de ses installations. En attendant, le club paya un loyer important à la Ville. Finalement, en 1953, le club put recouvrer ses pleins droits.
Avec l’engagement des membres et une collecte de fonds réussie, le TuSpo 1898 Bayreuth remit ses infrastructures en état et répara son club house.
Cheville ouvrière du TuSpo 1898 Bayreuth, Henry Gräf fut aussi un dirigeant important en dehors du cercle. Il regroupa de nombreux sous l’égide de la Bayerischen Landessportverband (BLSV). En 1948, afin de pouvoir mieux s’investir dans sa fonction de Président de la BLSV, il laissa libre son poste identique à la tête du TuSpo. Son successeur fut alors Karl Kraus.
La section de Handball qui avait déjà apporté le succès au cercle avant le triste avènement du Nazisme, se remit en évidence. Avec Hans Hübner, Heinz Berner et quelques vieux briscards de la discipline, le TuSpo 1898 remporta, dès 1946, son Bezirksmeisterschaft (Championnat de District) et monta en Landesliga Nordbayern. L’équipe féminine gagna sa Kreisliga en 1957 et 1960. Les sélections de jeunes furent aussi souvent récompensées.
En 1946, encore, Hans et Anna Hübner furent à la base de la création d’une section Tennis de table, un sport encre discret pour le club jusqu’alors. L’intérêt pour le "Ping-Pong" grandit rapidement. À tel point que des tours de rôle stricts durent être établis quant à l’occupation des deux seules tables disponibles à ce moment au sein de l’association ! L’engouement et la qualité furent tel que des joueurs d’autres clubs, dont le 1. FC Bayreuth, quittèrent leur club d’origine pour rejoindra la section Tennis de table du TuSpo 1898. De 1949 à 1954, l’équipe Dames remporta son championnat de Kreisliga sans discontinuité. En 1957, elle fut une des fondatrices de l’Oberliga Bayern de la discipline. Le club s’enorgueillit de nombreux titres individuels.
En ce qui concerne le Football, le TuSpo 1898 dut attendre 1947 pour retrouver une section active. Aux côtés de l’équipe "Premières", une "Réserves" et une sélection "Juniors" furent alignées. L’équipe fanion joua en C-Klasse puis en B-Klasse. Les premiers déplacements se firent avec les moyens du bord à vélo ou en transport en commun. Le plaisir de jouer prima sur les résultats.
En 1964, le terrain du TuSpo 1898 fut réaménagé. Durant les travaux la section football évolua parfois sur le terrain du 1. FC Bayreuth, ou sur celui du SpVgg Bayreuth, à la Jakobshöhe. 
Visionnaire et progressiste, Kraus contribua à poursuivre le développement de son club. Sous sa Présidence, le club fusionna en 1969 avec le VfB Bayreuth pour former le BSV 98 Bayreuth.

### VfB Bayreuth (football)
Le club initial fut formé en 1913 sous le nom de FC St-Georg. Le cercle prit parti compétitions locales et régionales avant et après la Première Guerre mondiale.
Peu après le conflit, vers 1921, le club prit le nom de VfB Bayreuth. La direction décida d’acheter les installations sur lesquelles évoluait le club. Ce fut une grosse erreur, car cela greva sérieusement les finances du cercle qui fut déclaré en faillite en 1930.
Pratiquement immédiatement après cette disparition forcée, plusieurs anciens membres du club refondèrent un nouveau VfB Bayreuth qui remonta rapidement dans les séries régionales dont la Bezirksliga, à l’époque une ligue de niveau 2 où il affronta de solides adversaires de Bavière du Nord, comme le FC Bayern Hof 1910.
Durant la Seconde Guerre mondiale, le VfB Bayreuth se retrouva en pénurie de membres. Ceux-ci furent incorporés dans différents corps de troupes. Le club eut des difficultés d’aligner une équipe. Il format des associations de guerre (en Allemand: Kriegspielgemeinschaft – KSG) avec d’autres clubs.
En 1945, le VfB Bayreuth fut dissous par les Alliés, comme tous les clubs et associations allemands (voir Directive n°23). Rapidement reconstitué, le cercle connut sa meilleure période sportive.
En 1952, il fut champion de la Kreisliga Oberfranken-Ost. Lors du tour final qui suit, il termina 2e derrière le VfB Coburg et gagna ainsi le droit de monter dans lur le plus capé      = 
```
|Meil ligue située à l’époque au 
3
e
 
niveau
 sous les deux plus hautes ligues qu’étaient l’
Oberliga Süd
 et la 
2. Oberliga Süd
.
```

À partir de 1953, la 1. Amateurliga Bayern fut partagée en deux séries Nord et Sud. Le VfB Bayreuth fut versée dans la 1. Amateurliga Nordbayern. Il termina 3e l’année suivante. Trois clubs de Bayreuth jouèrent dans cette ligue de 1954 à 1956: Le VfB, le 1. FC Bayreuth et le SpVgg Bayreuth.
En 1956, alors que le 1. FC Bayreuth était relégué, le VfB fut champion. Il remporta le titre bavarois, en dominant l’ESV Ingolstadt. Ensuite, il participa ainsi au tour final pour la montée en 2. Oberliga Süd, mais échoua à obtenir sa promotion en étant devancé par le SpVgg 03 Neu-Isenburg et le VfR Heilbronn. 
En 1959, Bayreuth fut particulièrement à la fête. Le SpVgg, le 1. FC et le VfB terminèrent dans cet ordre aux trois premières places de la 1. Amateurliga Nordbayern. 
En 1961, tandis que le SpVgg Bayreuth montait en 2. Oberliga Süd, le 1. FC et le VfB furent relégués. 
Par la suite, le VfB Bayreuth ne remonta plus jamais en 1. Amateurliga Bayern. Le club joua en 2. Amateurliga Bayern jusqu’en 1963, puis se qualifia rester dans cette ligue qui devenait la Landesliga Bayern. En 1966, le club descendit au 5e niveau, la Bezirksliga Oberfranken-Ost.
Le 19 décembre 1968, les membres votèrent l’acceptation d’une fusion entre le VfB Bayreuth et le TuSpo 1898 Bayreuth pour former le BSV 98 Bayreuth. Cette fusion devint officielle le 14 mars 1969.

### BSV 98 Bayreuth (football)
Après la fusion, la section football resta encore relativement anonyme durant quelques saisons anonyme avant de conquérir le titre de Bezirksliga Oberfranken-Ost en 1973 et de monter en Landesliga Nordbayern, soit une montée du 5e vers le 4e niveau.
Le BSV 98 Bayreuth fut vice-champion de Landesliga en 1976 et 1977.
En 1978, à la suite de la formation de l’Oberliga Bayern au 3e niveau, la Landesliga recula au 5e rang.
Relégué en 1983, le club remonta en 1984 mais fut relégué l’année suivante en même temps que le 1. FC Bayreuth 1910.
Par la suite, il ne dépassa plus le 6e niveau. Au contraire, il recula d’un rang à la suite de la réorganisation des ligues. En 1994, la Bezirksliga Oberfranken-Ost recula au niveau 7 à la suite de l’instauration des Regionalligen au 3e étage de la pyramide du football allemand.
En 2003, la section football du BSV 98 Bayreuth fusionna avec celle du 1. FC Bayreuth 1910  pour former le FSV Bayreuth.

## Palmarès (football)

### VfB Bayreuth
- Champion de l’Amateurliga Nordbayern (III): 1956
- Champion de la 2. Amateurliga Oberfranken-Ost (IV): 1952, 1963.

### BSV 98 Bayreuth
- Vice-champion de la Landesliga Nordbayern (IV): 1976, 1977.
- Champion de la Bezirksliga Oberfranken-Ost (V): 1973, 1984.